# XPO Logistics
XPO Logistics mit Sitz im US-amerikanischen Greenwich ist einer der größten Logistikdienstleister weltweit. Zu den angebotenen Diensten zählen sowohl Transport- als auch Umschlag- und Lagerdienstleistungen. XPO verfügt über Standorte in 34 Ländern, darunter zwei in Deutschland und fünf in der Schweiz. Die Hauptverwaltung für Europa ist in Lyon.
Der Umsatz im Geschäftsjahr 2015 betrug – die übernommenen Unternehmen miteinberechnet – 15 Mrd. US-Dollar. XPO Logistics ist seit 1981 für die Logistik der Tour de France zuständig.

## Geschichte
Das Unternehmen wurde 1989 gegründet und begann als reiner Transportdienstleister mit dem Namen Express-1 Expedited Solutions. In den folgenden Jahren wuchs das Unternehmen stark durch Zukäufe und benannte sich schließlich 2011 in XPO Logistics um. Wichtige Übernahmen waren Con-way und Norbert Dentressangle im Jahr 2015, womit XPO zu einem der zehn größten Logistiker der Welt aufstieg.